# Wang Xiaodong (homme politique)
 (janvier 2020).
 (avril 2023).
Si vous disposez d'ouvrages ou d'articles de référence ou si vous connaissez des sites web de qualité traitant du thème abordé ici, merci de compléter l'article en donnant les références utiles à sa vérifiabilité et en les liant à la section « Notes et références ».
Wang Xiaodong (chinois : 王晓东), né en janvier 1960, est un homme politique chinois et gouverneur de la province de Hubei, en Chine, entre 2017 et mai 2021.